# HD 159222
HD 159222，又名BD+34 2989，SAO 66118、HR 6538，是一颗恒星，视星等为6.56，位于銀經58.58，銀緯30.43，其B1900.0坐标为赤經17h 28m 25.9s，赤緯+34° 30.43′ 29″。